# Romny
Romny (ukr. Ромни) – miasto na Ukrainie, w obwodzie sumskim, nad Sułą (dopływ Dniepru), siedziba rejonu romeńskiego.

## Historia
Miasto zostało założone w XI wieku. Od XV wieku należało do Rzeczypospolitej.
Od 1781 Romny były miastem powiatowym w guberni połtawskiej. W mieście znajdowało się osiem cerkwi, synagoga, zakłady dobroczynne, dziewięć fabryk, w tym maszyn rolniczych, powozów oraz stacja pocztowa i stacja końcowa kolei libawsko-romeńskiej.
W 1989 liczyło 57 051 mieszkańców.
W 2013 liczyło 42 616 mieszkańców.
Od 2013 miasto jest siedzibą eparchii romeńskiej Ukraińskiego Kościoła Prawosławnego Patriarchatu Moskiewskiego.

## Gospodarka
W mieście rozwinął się przemysł elektromaszynowy, spożywczy, lekki oraz meblarski.

## Znani mieszkańcy
- Aleksander Batory
- Tatiana Markus